# Beat Zberg
Beat Zberg (ur. 10 maja 1971 w Altdorfie, w kantonie Uri) – szwajcarski kolarz szosowy i torowy, złoty medalista szosowych mistrzostw świata w kategorii amatorów.

## Kariera
Sportową karierę Beat Zberg rozpoczął startując na torze. Był między innymi mistrzem Szwajcarii do lat 19 w wyścigu na 1 km w 1988 roku, omnium w latach 1988-1989 i w wyścigu na dochodzenie w 1989 roku. W 1989 roku został mistrzem Szwajcarii juniorów w wyścigu ze startu wspólnego. W 1992 roku przeszedł na zawodowstwo. Do najważniejszych sukcesów kolarza należą triumfy w wyścigach: Giro del Piemonte w 1993 roku, Vuelta a Asturias w 1995 roku, Rund um den Henninger Turm w 1996 roku, Coppa Placci w 1997 roku, Österreich-Rundfahrt w 1998 roku i Grosser Preis des Kantons Aargau w 2006 roku. W 2001 roku wygrał etap w Vuelta a España, a cztery lata wcześniej był jedenasty w Tour de France. Na szosowych mistrzostwach świata w Stuttgarcie  zdobył brązowy medal w wyścigu ze startu wspólnego amatorów, przegrywając tylko z Wiktorem Rżaksinskim z ZSRR i Włochem Davide Rebellinem. W tej samej konkurencji wystartował na igrzyskach olimpijskich w Atlancie, kończąc rywalizację na 52. pozycji. Kilkakrotnie zdobywał medale szosowych mistrzostw kraju, w tym złote w indywidualnej jeździe na czas w 1998 roku i ze startu wspólnego w 2007 roku. W 2007 roku zakończył karierę.
Jego brat, Markus i siostra, Luzia także byli kolarzami.

## Najważniejsze zwycięstwa i sukcesy
- 1992
  - Étoile de Bessèges
  - Trofeo Matteotti
  - Giro della Romagna
- 1993
  - Giro del Piemonte
- 1995
  - Vuelta a Asturias
- 1996
  - Rund um den Henninger-Turm
  - dwunasty w Vuelta a España
- 1997
  - Coppa Placci
  - Subida a Urkiola
  - jedenasty w Tour de France
- 1998
  - Dookoła Austrii
  - drugi w Tour de Suisse
- 2001
  - etap w Vuelta a España
- 2006
  - Grosser Preis des Kantons Aargau
- 2007
  -  mistrz kraju w wyścigu ze startu wspólnego